# Le Colonel en folie
Pour plus de détails, voir Fiche technique et Distribution.
Le Colonel en folie (Basta con la guerra, facciamo l'amore) est un film italien réalisé par Andrea Bianchi et sorti en 1974.

## Fiche technique
Sauf indication contraire, les informations mentionnées dans cette section peuvent être confirmées par la base de données cinématographiques IMDb,  présente dans la section « Liens externes ».
- Titre français : Le Colonel en folie[1]
- Titre original : Basta con la guerra, facciamo l'amore[2]
- Réalisateur : Andrea Bianchi
- Scénario : Sergio Simonetti, Piero Regnoli
- Photographie : Angelo Lotti
- Montage : Enzo Monachesi
- Musique : Alberto Baldan Bembo (it)
- Trucages : Marcello Di Paolo
- Société de production : Dunamis Cinematografica
- Pays de production :  Italie
- Langue originale : italien
- Format : Couleurs - 2,35:1 - Son mono - 35 mm
- Durée : 95 minutes (1 h 35[2])
- Genre : Comédie militaire[1]
- Dates de sortie :
  - Italie : 24 avril 1974
  - France : 6 avril 1983[1]

## Distribution
- Jacques Dufilho : Colonel Gustavo Mastrangelo
- Dagmar Lassander : Ada Calori Mastrangelo, la femme de Gustavo
- Vincenzo Cudia : Francesco Stanga, le neveu de Gustavo
- Dada Gallotti : Giovanna, la domestique
- Lucio Flauto (it) : Sergent Tremalaterra
- Nicolas Barthe : Sergent Garozzi
- Mario Brega : Le maréchal
- Sonia Calatroni
- Alessandro Perrella : Le prétendant de Giovanna
- Torquato Tessarin
- Eugenio Rovida
- Pierpaolo Boccardi